# Lillian Ross
Lillian Ross (* 8. Juni 1918 in Syracuse, New York, als Lillian Rosovsky; † 20. September 2017 in Manhattan, New York City) war eine US-amerikanische Journalistin, die durch ihre jahrzehntelange Arbeit für das Magazin The New Yorker Bekanntheit erlangte. Mit ihrem innovativen literarischen Reportagestil gilt sie als wichtige Vorreiterin des New Journalism.

## Leben
Lillian Rosovsky wurde im Sommer 1918 in Syracuse als Tochter russisch-jüdischer Einwanderer geboren und zog im Kindesalter mit ihrer Familie nach Brooklyn. Ein Schulausflug in die Redaktion der The New York Times inspirierte sie, später selbst eine journalistische Karriere einzuschlagen. Nach einem Bachelor-Studium am Hunter College und der Promotion an der Cornell University nahm sie zunächst eine Stelle bei der Boulevardzeitung PM an, ehe sie im Februar 1945 als Ersatz für Journalisten im Kriegsdienst von William Shawn für das Magazin The New Yorker angeworben wurde. Zunächst verfasste sie kurze, aber stets redigierte Artikel für die Sektion „Talk of the Town“, in der Kurzporträts von Prominenten erschienen. Erst nach einem Jahr gestattete ihr Shawn, eigenständig längere Porträts unabhängig vom „Talk of the Town“ zu verfassen. Für eine Reportage über Sidney Franklin interviewte sie 1947 den Schriftsteller Ernest Hemingway, woraus sich eine mehrjährige Freundschaft entwickelte. Als Hemingway drei Jahre später auf einer Reise nach Venedig Halt in New York City machte, nutzte Ross die Gelegenheit, um Hemingway durch die Stadt zu begleiten und so ein intimes Porträt des Schriftstellers zu verfassen. Die Geschichte dekonstruierte den Mythos des großen Schriftstellers und begeisterte vor allem durch Ross’ literarischen Reportagestil, der für den damaligen Journalismus ganz ungewöhnlich war. Die Reportage machte Ross über Nacht zu einer bekannten und geachteten Journalistin.
Ab Sommer 1950 machte ihr William Shawn als Redakteur des New Yorker zunehmend romantische Avancen, die Ross auch deshalb zunächst abwehrte, weil Shawn verheiratet und Vater mehrerer Kinder war. Aus diesem Grund ging Ross zunächst für mehrere Monate nach Kalifornien für eine Reportage über den Regisseur John Huston, der in Hollywood gerade den Film Die rote Tapferkeitsmedaille drehte. Die daraus entstehende Reportage, die zeigte, wie Huston als Regisseur durch Filmeditoren an der Umsetzung seiner künstlerischen Vision gehindert wurde, wurde 1952 in mehreren Ausgaben des New Yorker veröffentlicht und erschien noch im selben Jahr unter dem Titel Picture in Buchform. In dieser Zeit knüpfte sie Kontakte zu zahlreichen Hollywood-Prominenten und war mehrere Jahre später Trauzeugin auf der Hochzeit von Walter Matthau und Carol Grace. Zwischenzeitlich war Ende 1951 der Gründer und Chefredakteur des New Yorker, Harold Ross, gestorben; William Shawn folgte ihm als neuer Chefredakteur nach. Im Laufe des Jahres 1952 entwickelte sich trotz aller Umstände eine Affäre zwischen Shawn und Ross, die 1953 aber nach Europa reiste, um zunächst Abstand von Shawn zu gewinnen. Im Laufe der Reise wurde sie von Truman Capote über ihren Reportage- und Schreibstil ausgefragt, den sich Capote schließlich für seinen Roman Kaltblütig als Vorbild nahm.
Nach Ross’ Rückkehr nach New York setzte sie die Affäre mit Shawn im Wissen von dessen Ehefrau fort. In den nächsten Jahren überlegte das Paar auch, gemeinsam ein Kind zu zeugen, doch diese Pläne wurden durch eine Hysterektomie verhindert, der sich Ross wegen eines Tumors unterziehen musste. Deshalb adoptierte sie 1966 ein Kind aus Norwegen, dessen Taufpaten zum einen Shawn und zum anderen der Schriftsteller J. D. Salinger waren. Parallel veröffentlichte sie in den 1960er Jahren gleich mehrere Bücher: Zunächst publizierte sie 1961 in Buchform ihr bekanntes Porträt von Hemingway, dann gab sie 1962 gemeinsam mit ihrer Schwester Helen mit The Player: A Profile of An Art Monologe von 55 Schauspielern über die Kunst des Schauspielerns heraus. Ein Jahr später folgte mit Vertical and Horizontal ein satirischer Roman über medizinische Institutionen in Manhattan. Im Jahr 1964 folgte eine Anthologie bisheriger Reportagen (Reporting), bevor sie 1966 mit Talk Stories eine Anthologie ihrer Kolumnen im New Yorker publizierte. Im selben Jahr folgte in Buchform ein Porträt des Politikers Adlai Stevenson. Mit dem literarischen Stil ihrer Reportagen inspirierte sie in den 1960er und 1970er Jahren den Stil des New Journalism mit Vertretern wie Joan Didion oder Norman Mailer. Im Gegensatz zu vielen Vertretern des New Journalism trat Ross aber in ihren Reportagen als Akteurin nicht wirklich in Erscheinung; ihre eigenen Ansichten konnte man allenfalls nur indirekt ablesen.
Im Jahr 1974 erhielt Ross ein Guggenheim-Stipendium, um über die Bedeutung von Spielen für die Entwicklung von Kindern zu recherchieren. 1980 gab sie ein Buch über ihre Begegnungen mit Charlie Chaplin heraus. Im Jahr 1987 wurde der mittlerweile 79-Jährige William Shawn vom neuen Eigentümer des New Yorker, S. I. Newhouse junior, entlassen, woraufhin auch Ross aus Protest ihre Kündigung einreichte. Erst nach Shawns Tod 1992 und der Entlassung des von Newhouse eingesetzten Nachfolgers konnte die neue Chefredakteurin Tina Brown Ross für das Magazin zurückgewinnen. In den nächsten Jahren kehrte sie hauptsächlich zu den Talk of the Town-Seiten zurück, veröffentlichte aber ab und zu noch größere Porträts, darunter 2007 über Lin-Manuel Miranda. Im Jahr 2010 war sie für den Nachruf des New Yorker auf ihren Freund J. D. Salinger verantwortlich. Zwei Jahre später verabschiedete sie sich mit einem weiteren Artikel über Salinger im Alter von 94 Jahren vom New Yorker. Parallel erschienen weitere Bücher: Im Jahr 1998 publizierte sie mit Here But Not Here eine Autobiografie über ihre Affäre mit Shawn, die für eine Sensation sorgte, da bis dahin über das Privatleben des einflussreichen Chefredakteurs öffentlich kaum etwas bekannt gewesen war. Im Jahr 2001 gab sie eine Sammlung von Talk-Beiträgen im New Yorker aus allen Jahrzehnten und von verschiedensten Journalisten heraus. Ein Jahr später erklärte sie in Reporting Back ausführlich ihren Reportagestil. 2015 erschien mit Reporting Always eine Sammlung ihrer besten Reportagen. Ross starb im Spätsommer 2017 in New York City im Alter von 99 Jahren. Ihr Nachlass befindet sich in der Houghton Library der Harvard University.

## Veröffentlichungen
Monografien
- Picture: A Story about Hollywood Rinehart & Co., New York 1952.
  - Film: Eine Geschichte aus Hollywood. Übersetzt von Peter de Mendelssohn. Herbig, Berlin 1953.
- Portrait of Hemingway. Simon and Schuster, New York 1961.
- Adlai Stevenson. J. B. Lippincott Co., Philadelphia 1966.
- Moments with Chaplin. Dodd, Mead, New York 1980. ISBN 0-396-07829-X.
- Here but Not Here: A Love Story Random House, New York 1998. ISBN 0-375-50119-3.
- Reporting Back: Notes on Journalism. Counterpoint, New York 2002. ISBN 978-1-58243-109-3.

Sammelbände ihrer Werke und Kolumnen
- Reporting. Simon and Schuster, New York 1964. ISBN 0-396-07948-2.
- Talk Stories. Simon and Schuster, New York 1966.
- Reporting Always: Writings from The New Yorker. Mit einem Vorwort von David Remnick. Scribner, New York 2015. ISBN 978-1-5011-1601-8.

Herausgeberschaften
- mit Helen Ross: The Player: A Profile of An Art. Simon and Schuster, New York 1962.
- The Fun of It: Stories from The Talk of Town. Mit einem Vorwort von David Remnick. Random House, New York 2001. ISBN 978-0-375-75649-8.

Romane
- Vertical and Horizontal. Simon and Schuster, New York 1963.